# MCM
MCM este un canal de televiziune francez, specializat în muzică din Franța, lansat la 1 iulie 1989.

## În România
În anul 2000, a fost lansat canalul MCM România, până atunci a fost înlocuit de MTV România pe 15 iunie 2002.